# 1785 aux échecs
| Années des échecs : 1782 - 1783 - 1784 - 1785 - 1786 - 1787 - 1788    |
| Décennies des échecs : 1750 - 1760 - 1770 - 1780 - 1790 - 1800 - 1810 |

Cet article présente les faits marquants de l'année 1785 aux échecs.

## Matchs amicaux
- Frédéric II de Prusse joue contre le Turc mécanique[1].